# Maria Jotuni
Maria Gustava Jotuni, rozená Haggrénová, provdaná Tarkiainenová (9. dubna 1880 Kuopio – 30. září 1943 Helsinky) byla finská spisovatelka a dramatička

## Životopis

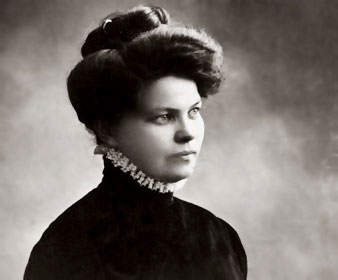
Maria Jotuni

Narodila se v rodině kováře Pettera Haggréna (1852–1913) a Margarety Ollinttärové (1853–1924). Její zájem o literaturu se probudil na základní škole v Kuopiu a pokračoval na divčí škole, kde získala povolení k maturitě (pro ženy v té doně neobvyklé), což jí umožnilo studovat na vysoké škole.  V letech 1900–1906 studovala na Imperial Alexander University historii, literaturu a dějiny umění. Na univerzitě redigovala časopis savojsko-karelského oddělení, sbírala folklór a šířila [pokrokové myšlenky. Studia ukončila bez promoce roku 1906 a po studiích se stala spisovatelkou.
V roce 1906 došlo ve Finsku díky nacionalistickému hnutí Fennomania k velkým změnám švédských příjmení na finská. Spolu se svými sourozenci si proto změnila příjmení z Haggrén na Jotuni (Jotuni je zkratka pro obra, který se vyskytoval ve skandinávské mytologii). Roku 1911 se provdala za literárního badatele Vilja Tarkiainena (1879–1951), s nímž se již dříve seznámila na univerzitě. Měli spolu dva syny, Jukku Tarkiainena (1912–1961) a historika a politologa Tuttu Tarkiainena (1912–1969).
Zemřela roku 1943 na srdeční chorobu, kterou již dlouhá léta trpěla a byla pohřbena na hřbitově Hietaniemi v Helsinkách.

### Dílo
Jádro její tvorby tvoří povídky a  divadelní hry, z nichž mnohé získaly obdiv až po její smrti. Svá první díla napsala již během studií a debutovala roku 1905 sbírkou milostných povídek Suhteita (Vztahy). Román Arkielämää (Každodenní živor) z roku 1909, s realistickým popisem událostí jednoho dne ve venkovském prostředí Savojska, získal určité uznání zao umělecký výkon, ale jeho obsahse stal předmětem kritiky. V 10. letech 20. století se její pozornost začala přesouvat k psaní divadelních her. Její první hra Vanha koti (Starý domov) měla premiéru roku 1910. Uvedení hry Tohvelisankarin rouva (Manželka hrdiny pod pantoflem) roku 1924 vyvolalo skandál a v parlamentu dokonce probíhala debata o odebrání státní podpory Finskému národnímu divadlu za to, že uvádí hry, které kazí veřejnou morálku.
Její díla se vyznačují nebojácným realismem plným černého humoru s ostře vyhraněnou psychologií a s erotickou analýzou. Zabývají se především vztahy mezi mužem a ženou, postavením ženy ve společnosti, kritikou manželstvím, které ničí touhu po lásce, a kritikou morálky střední třídy. Byla především portrétistkou vnitřního světa člověka, který reflektoval lásku a svobodu, dobro a zlo, Do popředí dávala sociální křivdy prostřednictvím individuálních morálních problémů a nesmiřitelných rozporů v životě ženy. Stylově reprezentovala realismus, impresionismus i expresionismus.
Obdržela několikrát státní literární cenu a roku 1938 obdržela cenu Aleksis Kive. Před Městským divadlem v Kuopio stojí její pomník a na její počest jsou pojmenovány i ulice v Helsinkách (v části Pohjois-Haaga) a v Porvoo. Společnost Maria Jotuni, založená v roce 2009, udržuje její literární tradici. Zakladateli společnosti jsou známí finští herci a režiséři.

## Výběrová bibliografie

### Povídky a novely
- Suhteita (1905, Vztahy), sbírka milostných povídek zobrazujících lidské city a společenské vztahy, v jejichž centru je žena.
- Rakkautta (1907, Láska), sbírka povídek, která byla kritizována pro příliš otevřené zobrazování sexuality žen a ženských pudů a instinktů. Podle autorky je manželství bez lásky amorálnější než láska bez manželství.
- Kun on tunteet (1913, Když  máte city), sbírka povídek, z nichž se většina sestává pouze z dialogů mezi ženskými protagonistkami o situacích, které se týkají mužů, manželství a citů. Hlavním tématem je, jak se ženy nakonec provdají za muže, kterého nemilují, ať už z vlastní vůle, nebo z nutnosti.
- Martinin rikos (1914, Martinův zločin), novela s tématem manželství jako jediné možnosti pro ženu, jak se stát společensky přijatelnou a zajistit si živobytí.
- Musta Härkä (1914, Černý býk), kniha pro děti.
- Tyttö ruusutarhassa ynnä muita novelleja (1927, Dívka v růžové zahradě a jiné povídky), sbírka komických i tragických povídek o ženách různého věku a charakteru, které v různých životních situacích přemítají o svém vztahu ke světu.
- Jouluyö korvessa (1934, Štědrovečerní noc na samotě), novela, drsný příběh odehrávající se o Vánocích na samotě stojícím statku
- Jussi ja Lassi (1921, Jussi a Lassi), kniha příběhů o dětech, které nazírají svýma očima záležitosti dospělých.
- Norsunluinen laulu: novelleja ja katkelmia (posmrtně 1947, Píseň ze slonoviny), povídky a fragmenty.

### Divadelní hry
- Vanha koti (1910, Starý domov), rodinné drama na první pohled slušné měšťanské rodiny s mnoha ukrytými problémy, které postupně zničí (smrt, sebevražda, nervové zhroucení) všechny fasády pořádku a morální stability.
- Miehen kylkiluu (1914, Žebro muže), komedie (až fraška) manželských nedorozumění.
- Savu-uhri (1915, Zápalná oběť), divadelní hra zpracovávající témata lásky, identity a střetu mezi životem ve městě a na venkově.
- Kultainen vasikka (1918, Zlaté tele), komedie odehrávající se za první světové války, kdy je nedostatek potravin a zboží. Mnozí se snaží žít v přepychu prostřednictvím spekulací, a právě peníze se stávají modlou hry, zlatým teletem z Bible.
- Tohvelisankarin rouva (1924, Manželka hrdiny pod pantoflem), komedie jejíž uvedení vyvolalo skandál a v parlamentu dokonce probíhala debata o odebrání státní podpory Finskému národnímu divadlu za to, že uvádí hry, které kazí veřejnou morálku. Hra je fraškovitým obrazem manželství, ekonomické nerovnosti mezi muži a ženami a chamtivosti. Hlavní hrdinka Juulia, která ví, že v nejistém světě jí může přinést jistotu jen jedna věc, a tou jsou peníze, si vezme stárnoucího statkáře Aadolfa v naději, že zdědí majetek svého bohatého umírajícího bratra. Po získání jmění má Juulia v plánu uprchnout se svým milencem, ale ten má větší zájem o Juulinu nevlastní dceru Piiu.
- Olen syyllinen (1929, Jsem vinen), tragédie na biblický motiv zobrazující židovského krále Saula.
- Kurdin prinssi (1932, Kurdský princ), vtipná fraška pojednávající o rodinných vztazích i o postavení žen.
- Klaus, Louhikon herra (1946, Klaus, pán na Louhikonu), historické drama s motivem muže s násilnými až sadistickými sklony, které získalo první cenu v soutěži pořádané finskou Asociací dramatiků.

### Romány
- Arkielämää (1909, Všední život), realistický román s popisem událostí jednoho dne ve venkovském prostředí Sava se smyslem pro přesnou psychologickou drobnokresbu. Román se zabývá životem, smrtí, narozením, láskou a osudem, a to jak z pohledu ženy, tak z pohledu muže. V románu je představena celá populace venkovské vesnice včetně bohatých a chudých, starých a mladých, zbožných křesťanů i pověrčivých služek.
- Huojuva talo (posmrtně 1963, Kymácející se dům), na tomto románu  pracovala Jotuni již na počátku třicátých let 20. století a přihlásila jej do soutěže nakladatelství Otava o nejlepší román s tím, že bude vydán pouze tehdy, pokud vyhraje. V roce 1936 byla soutěž uzavřena a román obsadil druhé místo. Nakonec byl vydán až posmrtně v roce 1963. Román řeší téma domácího násilí, a to ve vzdělaných vrstvách střední třídy, což si tehdejší společnost nechtěla přiznat. Krutý muž udělá ze své manželky osobu žijící v rozháraném manželství, která nemá moc ovlivňovat svůj život, vzdělání, zaměstnání ani sociální kontakty.[4][5]

### Různé
- Jäähyväiset (posmrtně 1949, Sbohem), aforismy a myšlenky o životě, štěstí a lásce.
- Äiti ja poika. Elämän hiljaisina hetkinä (posmrtně 1965, Matka a syn: V tichých chvílích života), výbor sestavený z literární pozůstalosti autorky. Rozhovory mezi matkou a synem o významných věcech v životě.

## Televizní adaptace
- Tohvelisankarin rouva (1965, Manželka hrdiny pod pantofem), finský televizní film, režie Rauni Mollberg.
- Hämärässä (1966, Za soumraku), finský televizní krátký film podle povídky ze sbírky Vztahy, režie Jarmo Nieminen.
- Miehen kylkiluu (1967, Žebro muže), finský televizní film, režie Veikko Kerttula a Lauri Leino.
- Suhteita (1971, Vztahy), finský televizní film, režie Hilkka Silanen a Matti Tapio.
- Unta (1972), finský televizní krátký film podle povídky ze sbérky Láska, režie  Hilkka Silanen a Matti Tapio.
- Kultainen vasikka (1976, Zlaté tele), finský televizní film, režie Ilkka Vanne.
- Martinin rikos (1980, Martinův zločin), finský televizní film, režie Timo Bergholm.
- Ameriikan morsian (1981, Americká nevěsta), finský televizní film, režie Mirjam Himberg.
- Tohvelisankarin rouva (1984, Manželka hrdiny pod pantofem), finský televizní film, režie Kaija Viinikainen.
- Om man har känslor (1985, když  máte city). švédský televizní film, režie Kristin Olsoni.
- Huojuva talo (1990, Kymácející se dům), finský televizní seriál, režie Eija-Elina Bergholm.
- Kultainen vasikka (1992, Zlaté tele), finský televizní film, režie Jukka Sipilä.
- Onnenseitti (1996, Kousek štěstí), finský televizní film, režie Ritva Siikala.

## Česká vydání
- Anita. in 1000 nejkrásnějších novell 1000 světových spisovatelů  č. 85. úvod František Sekanina; ze sbírky Vztahy ( přeložil Ivan Schulz. Praha: Nakladatelství a tiskárna Josef R. Vilímek 1915.
- Hilda Husso in Almanach severských literatur II; ze sbírky Když máte city. Praha: Univerzita Karlova, Filozofická fakulta 2000.